# Teigafjall
Teigafjall – szczyt na Wyspach Owczych. Jego wysokość to 825 m n.p.m. Jest piątym co do wysokości wzniesieniem w kraju. Znajduje się on na wyspie Kunoy i jest na niej drugim co do wysokości punktem.